# یامنا دولنا
یامنا دولنا (به لاتین: Jamna Dolna) یک روستا در لهستان است که در گمینا اوستژکی دولنه واقع شده‌است.